# Serena Amato
Serena Amato (Olivos, 10 de septiembre de 1974) es una regatista argentina de vela. Obtuvo la medalla de bronce en los Juegos Olímpicos de Sídney 2000. Su especialidad es la clase Europa. Fue reconocida con el Premio Konex -Diploma al Mérito- en 2000 y 2010 como una de las cinco mejores regatistas de vela de la última década en Argentina.

## Participaciones y resultados obtenidos
- Campeona argentina (Clase Europa) en: 1991, 1992, 1993, 1995, 1997, 1999, 2000, 2002, 2003, 2004
- Ganadora del Gran Prix Internacional 1992, 1993, 1994, 2002
- 1991: Ganadora 1°, 2° y 3° Festival de la Federación Argentina de Yachting
- Ganadora de la Semana Internacional de Yachting: 1992, 1995, 1998, 1999, 2000, 2003
- 1992: Campeona argentina de Match Races por equipos
- 1993: Ganadora de la Selección para el Campeonato Mundial (Dinamarca)
- Ganadora de la Copa Yacht Club Argentino: 1993 - 1998
- 1994: Ganadora de la Selección para el Campeonato Mundial (La Rochelle, Francia)
- 1995: Medalla de oro otorgada por el Yacht Club Argentino al mejor timonel del año
- 1995: Participación en el Campeonato Mundial de Nueva Zelanda
- 1995: 2° Puesto Gran Prix Internacional
- Participación en los Juegos Panamericanos de 1995, Mar del Plata, Argentina
- 1996: Participación en los Preolímpicos de Atlanta
- Participación en los Juegos Olímpicos de Atlanta 1996 (Diploma olímpico 7° ubicación)
- 1998: Ganadora de la Vela Dorada
- Campeona sudamericana 1999 y 2001
- Medalla de oro en los Juegos Panamericanos de 1999, Winnipeg, Canadá
- 2000: Ganadora de la Semana Internacional de Yachting (Canadá)
- 2000: Medalla de plata (Clase Europa) del Open Week (Brasil)
- Medalla de bronce (Clase Europa) en los Juegos Olímpicos de Sídney 2000[3][4][5]